# Stikkan Anderson
Stikkan Anderson (* 25. Januar 1931 in Hova, Västergötland als Stig Erik Leopold Andersson; † 12. September 1997 in Stockholm) war ein schwedischer Manager, Produzent, Musikverleger und Textautor. Erfolgreich wurde er als Manager der Popgruppe ABBA.  

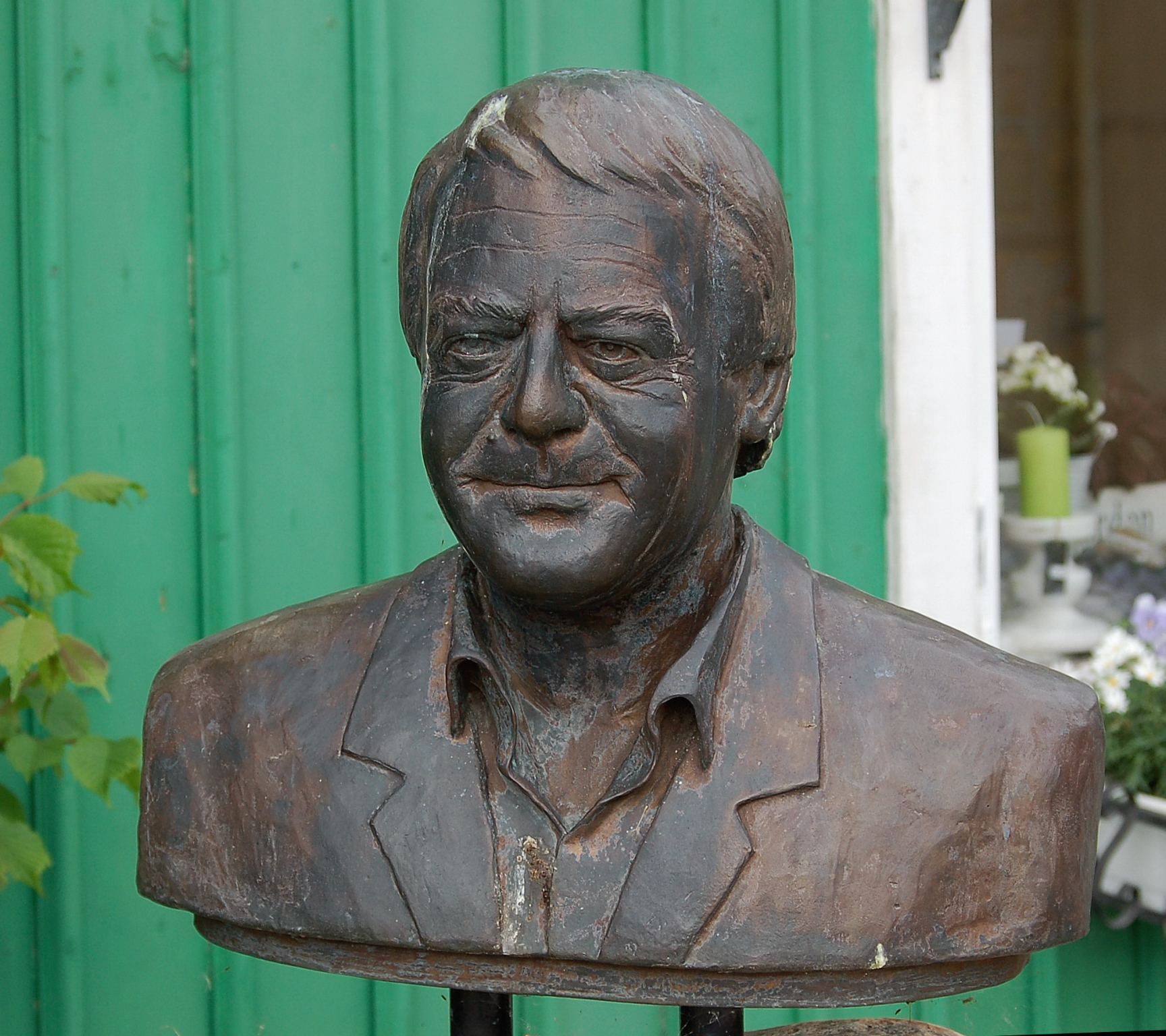
Büste von Stikkan Anderson in Hova

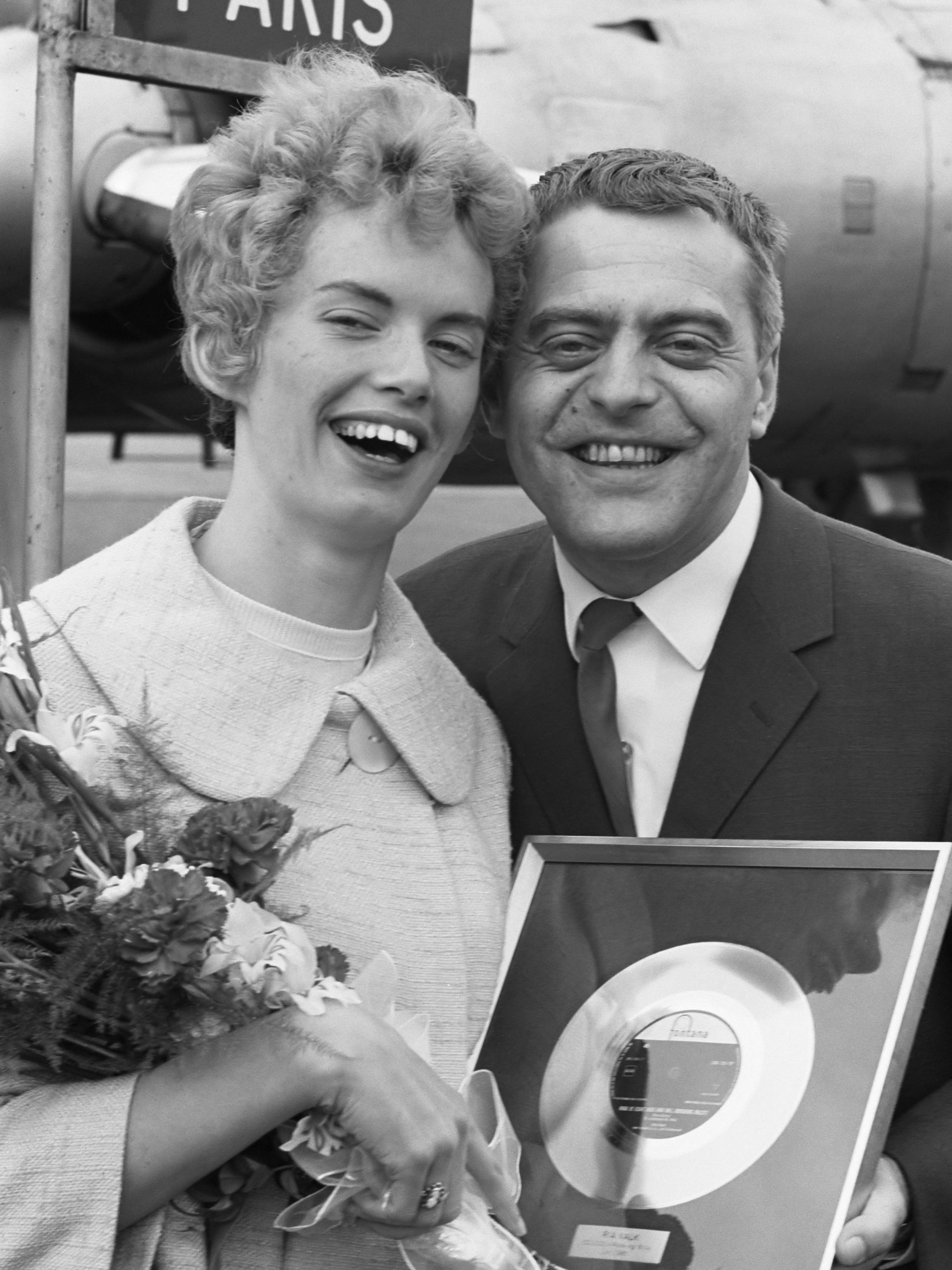
Stig Anderson und Ria Valk (1961)

## Leben
Stikkan Anderson kam 1931 als einziges Kind der ledigen Kioskbesitzerin Ester Andersson zu Welt. 
Während seines Studiums lernte er 1949 die Mitstudentin Gudrun Rystedt kennen, mit der er sich 1951 verlobte. Sie heirateten im Sommer 1955. Aus der Ehe gingen drei Kinder hervor: Marie 1957, Lars 1958 und Anders 1966. Marie heiratete 1983 den schwedischen Popsänger Tomas Ledin.
Anderson war Stifter des Polar Music Prize, Gründer der Unternehmen Sweden Music (1960), Polar Music (1963) sowie weiterer Unternehmen und war Teilhaber an den Polar-Musikstudios in Stockholm.
Bekannt und erfolgreich wurde er hauptsächlich als Manager der schwedischen Popgruppe ABBA. Er nahm mit Polar Music Ende der 1960er-Jahre zunächst die ABBA-Mitglieder Björn Ulvaeus und Benny Andersson, 1972 Anni-Frid Lyngstad und 1976 schließlich auch Agnetha Fältskog unter Vertrag, die bis Dezember 1975 noch exklusiv an Cupol-Records gebunden war. Er verfasste zudem einige der frühen Liedtexte für ABBA.
Anderson war stets die clevere, aber auch autoritäre und dominante Figur hinter ABBA, welche gegenüber Geschäftspartnern rücksichtslos seine kommerziellen Interessen vertrat und auch von den Mitgliedern von ABBA, wenig Widerspruch zuließ sowie sogar in deren Verträgen seinen eigenen Vorteil suchte.  
Er war Teilhaber und verwaltete zugleich auch die unzähligen Kapitalinvestitionen, Unternehmen, Unternehmensbeteiligungen und Geldanlagen der enormen finanziellen Einnahmen des Geflechts Polar-Music-ABBA. So war er schließlich Mitte der 80er-Jahre auch für den Verlust eines beachtlichen Teils des ABBA-Vermögens durch Missmanagement, Fehlinvestitionen, hohe Steuernachforderungen und falsche Kreditaufnahmen mitverantwortlich. 
Weitgehend beendet wurde die Zusammenarbeit zwischen den ABBA-Mitgliedern Fältskog, Andersson und Ulvaeus mit Stig Anderson schließlich, als sich im Rahmen der Auseinandersetzung mit diesem Finanzdesaster herausstellte, dass Anderson sie auch jahrelang um Tantiemen in Höhe von 4,5 Millionen Euro betrogen hatte, und Rechtsanwälte eingeschaltet wurden. Eine bereits beim Stockholmer Bezirksgericht durch Agnethas Unternehmen „Agnetha Fältskog Production AB“ und Bennys Unternehmen „Mono-Music AB“, sowie ein Björns Rechte innehabendes holländisches Unternehmen eingereichte Klage gegen Stig Anderson wurde, da dies eine komplette Offenlegung der finanziellen Aktivitäten aller Beteiligten mit sich gebracht hätte, letztlich zurückgenommen und die Angelegenheit auf dem Vergleichswege beendet.
1990 verkaufte Anderson Polar Music mit fast sämtlichen Verwertungs- und Lizenzrechten an der Marke ABBA für eine nicht bekannte Geldsumme an den Medienkonzern Polygram.
Er starb im Sommer 1997 an Herzversagen. Außer Agnetha Fältskog, die zu dem Zeitpunkt erkrankt war, nahmen alle ehemaligen ABBA-Mitglieder an der Beerdigung teil.
Am 7. Mai 2007 erschien ausschließlich in Schweden die Doppel-CD Text: Stikkan Anderson mit 43 Titeln, die Stig Anderson entweder komponiert oder zu denen er den Text geschrieben hat. Zu den auf der CD vertretenen Interpreten gehören viele Stars der schwedischen Musikszene wie Monica Zetterlund, Siw Malmkvist, Lill Lindfors, Lill-Babs, Harry Brandelius oder ABBA (Solo und als Gruppe).